# Пуэрто-Вальярта
Пуэ́рто-Валья́рта (исп. Puerto Vallarta) — курортный город в Мексике, штат Халиско, входит в состав одноимённого муниципалитета и является его административным центром. Численность населения, по данным переписи 2020 года, составила 224 166 человек.

## География
Город расположен на побережье тихоокеанской бухты Баия-де-Бандерас, в 300 км к западу от столицы штата, города Гвадалахара, на федеральной трассе 200.
Пуэрто-Вальярта образует агломерацию, в которую входит несколько близлежащих населённых пунктов, как из муниципалитета Пуэрто-Вальярта, так и из соседнего муниципалитета Баия-де-Бандерас в штате Наярит.
Город обслуживает Международный аэропорт имени Густаво Диаса Ордаса.

## История
Поселение было основано 12 декабря 1851 года под названием Лас-Пеньяс.
14 июля 1885 года в Лас-Пеньясе был открыт каботажный порт.
В 1918 году название сменилось на Пуэрто-Вальярта, в честь бывшего губернатора штата Халиско — Игнасио Вальярты, а 31 мая 1968 года поселению был присвоен статус города.

## Население
| Год  | Численность | Численность |
| ---- | ----------- | ----------- |
| 2000 | 151 432     | [ 8 ]       |
| 2005 | 177 830     | [ 9 ]       |
| 2010 | 203 342     | [ 10 ]      |
| 2020 | 224 166     | [ 11 ]      |

## Фотографии

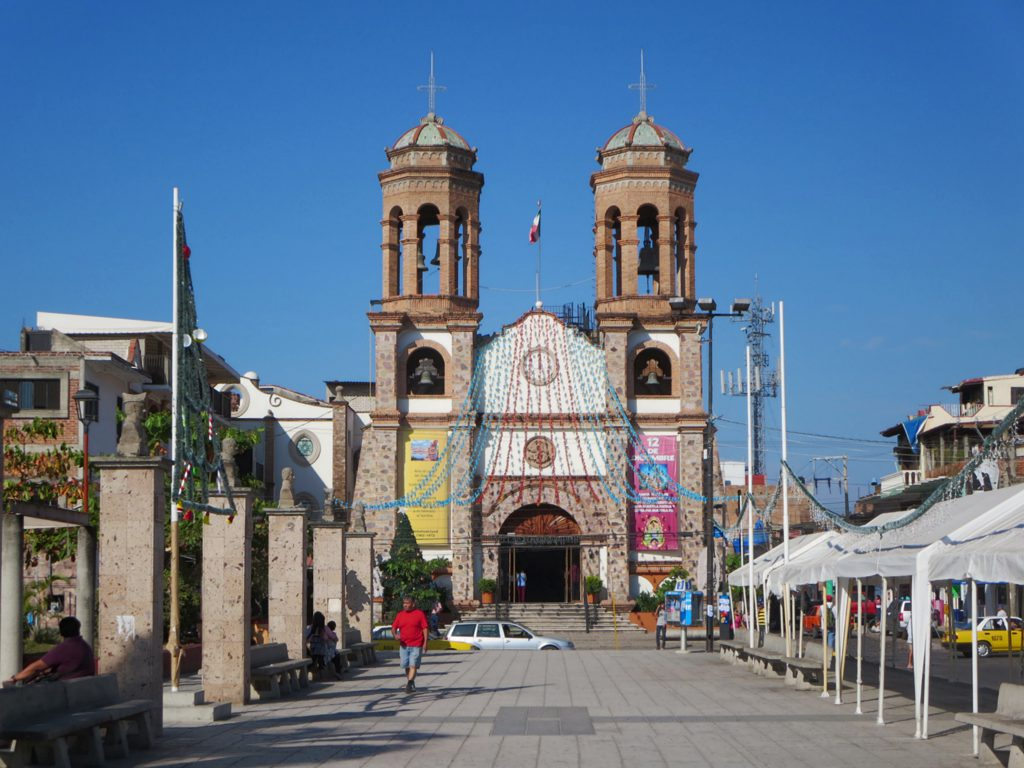
Церковь Архангела Михаила
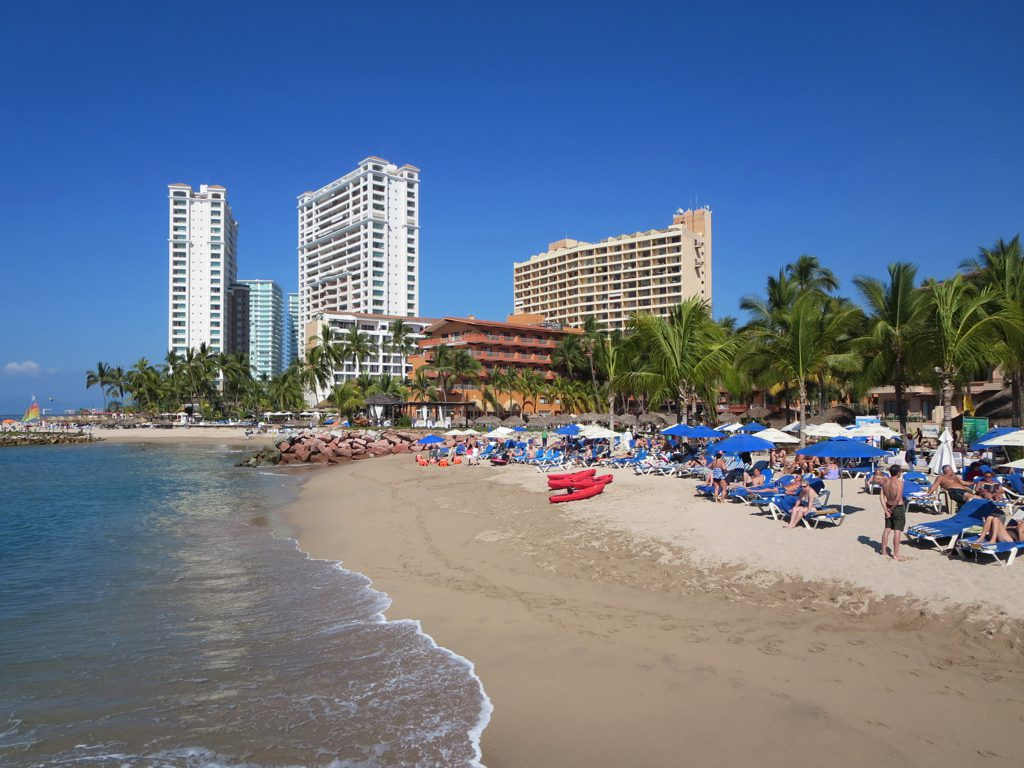
Пляж Лос-Тулес
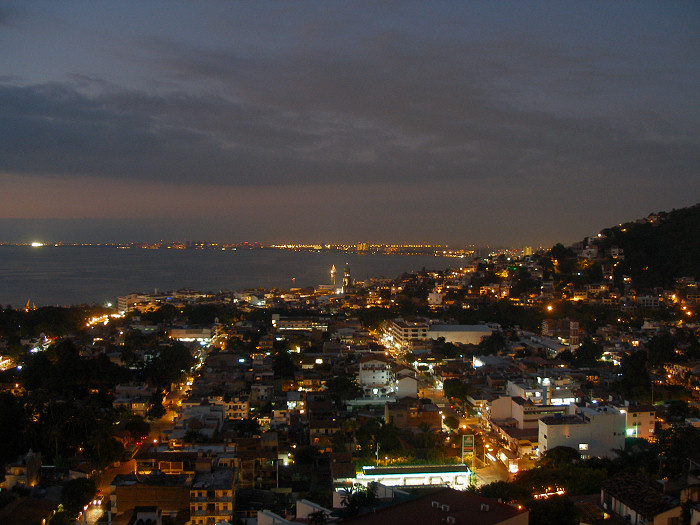
Ночной Пуэрто-Вальярта